# Rullstorf
Rullstorf er en kommune i den nordlige centrale del af Landkreis Lüneburg i den tyske delstat Niedersachsen, og er en del af Samtgemeinde Scharnebeck.

## Geografi
Rullstorf ligger ca. 8 km nordøst for Lüneburg, og vest for Naturpark Elbufer-Drawehn.

### Inddeling
I kommunen ligger:
- Boltersen
- Kronsberg
- Rullstorf
- Plangenmoor
- Neu Rullstorf
- Neu Boltersen